# Réserve naturelle nationale de la grotte du T.M. 71
La réserve naturelle nationale de la Grotte du T.M. 71 (RNN88) est une réserve naturelle nationale dans l'Aude, région Occitanie. Classée en 1987, elle s’étend sur 96 hectares et protège un vaste système karstique.

## Localisation

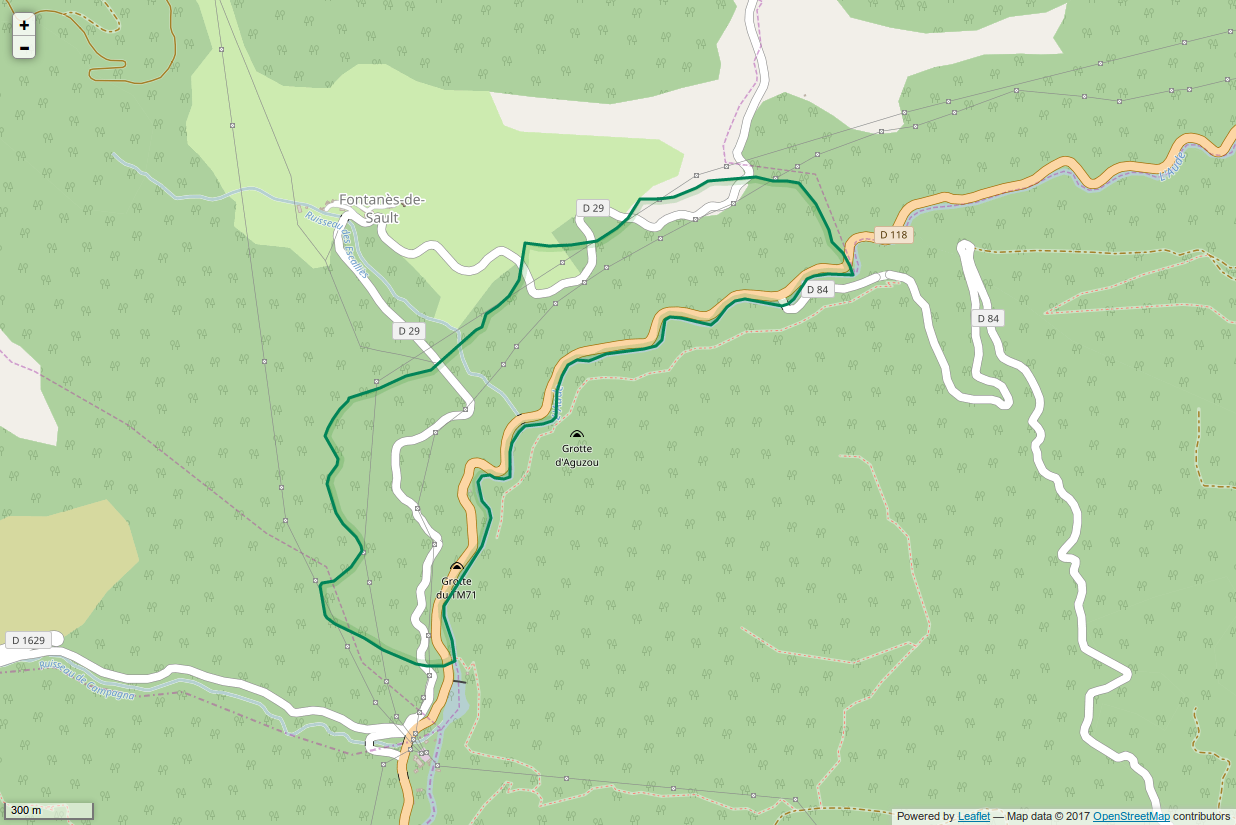
Périmètre de la réserve naturelle.

La réserve naturelle se trouve en Occitanie dans l'Aude sur la commune de Fontanès-de-Sault.

## Histoire du site et de la réserve
En 1971, le Groupe spéléologique de Montpeyroux (Hérault) trouve une fissure d'où jaillit un fort courant d'air, ils désobstruent et découvrent des galeries et une grande salle. Devant la beauté du site, les jeunes spéléologues décident de poser une grille afin de préserver les richesses minérales. L'exploration s'est poursuivie dans les années 1970, . La grotte a un développement de 11 508 m pour 137 m de dénivelé.

## Écologie (biodiversité, biospéologie...)

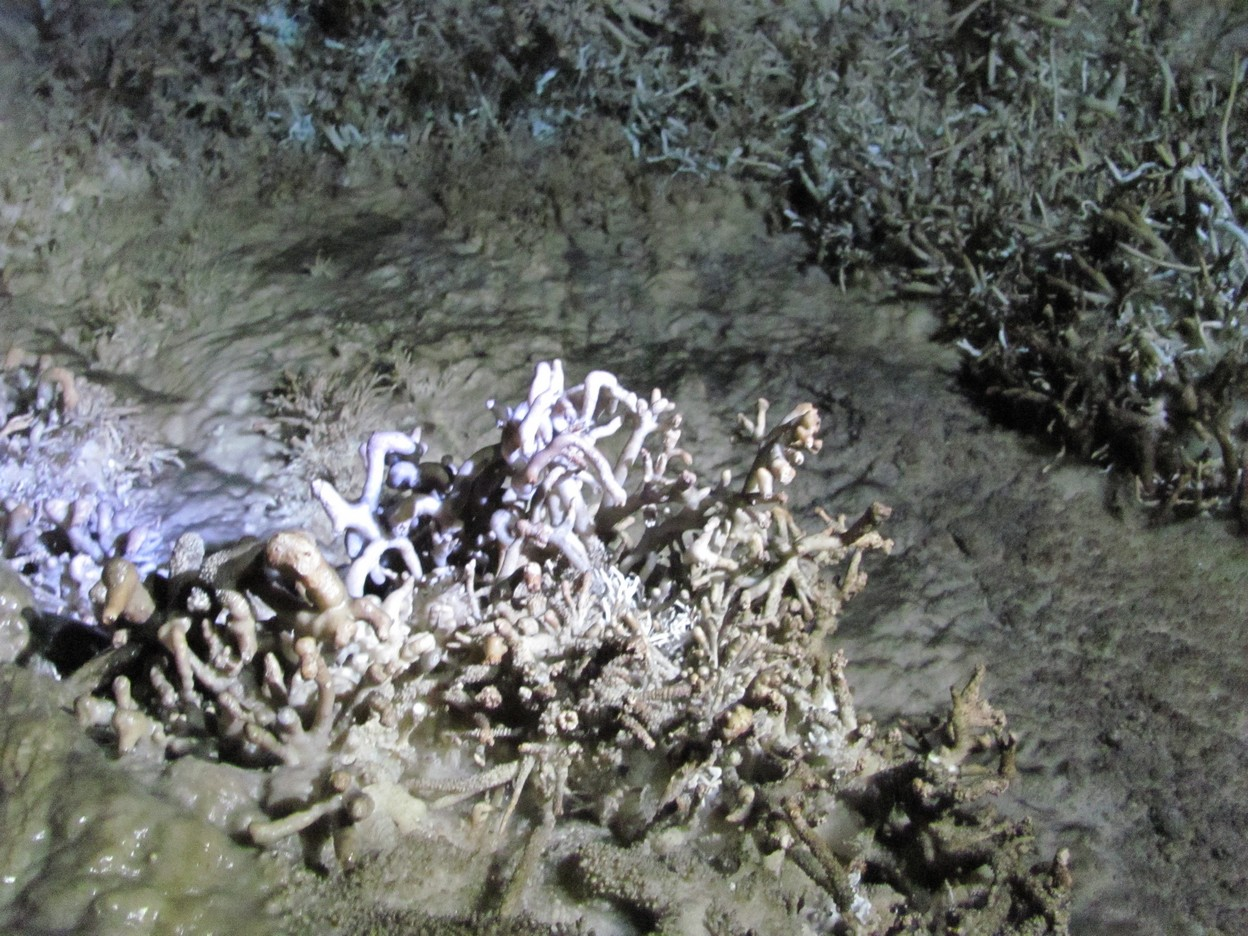
Aragonite à la grotte de l'Aguzou.

### Flore

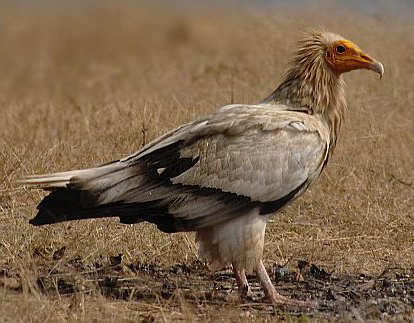
Vautour percnoptère.

## Intérêt touristique et pédagogique
La grotte du T.M. 71 est une réserve quasiment intégrale. Sa fragilité limite fortement les visites. La grotte de l'Aguzou toute proche est ouverte au public.

## Administration, plan de gestion, règlement
La réserve naturelle est gérée par l'Association TM 71.

## Classement
En 1999, un dossier de 18 sites et 24 grottes à concrétions du Sud de la France est proposé pour une inscription sur la liste indicative du patrimoine mondial naturel, antichambre de la liste du patrimoine mondial,. En octobre 2001 un avis défavorable est émis par l'Union internationale pour la conservation de la nature (UICN). Fin 2005, l'État français pense représenter une demande d'inscription. En 2007 le projet est retiré et l'Association de valorisation des cavités françaises à concrétions (AVCFC) regroupant 23 cavités du Sud de la France est créée,.

### Outils et statut juridique
La réserve naturelle a été créée par un décret du 17 août 1987.